# Edmond Rodier
Pour les articles homonymes, voir Rodier.
Edmond Rodier est un homme d'affaires et mécène français, né le 27 novembre 1828 à Autun et mort le 8 septembre 1910 à Bagnoles-de-l'Orne.

## Biographie

### Vie privée
Il épouse Adélaïde Demeufve avec qui il a deux enfants, George Rodier et Marie-Anne Rodier.

Il est inhumé au cimetière Montmartre, 7e division, avec sa femme Adélaïde Demeufve, son fils Georges Rodier, sa fille Marie-Anne Rodier et son époux Pierre de la Granche Vicomte de Noüe et son beau-père Charles Toussaint Frédéric Demeufve.

### Carrière

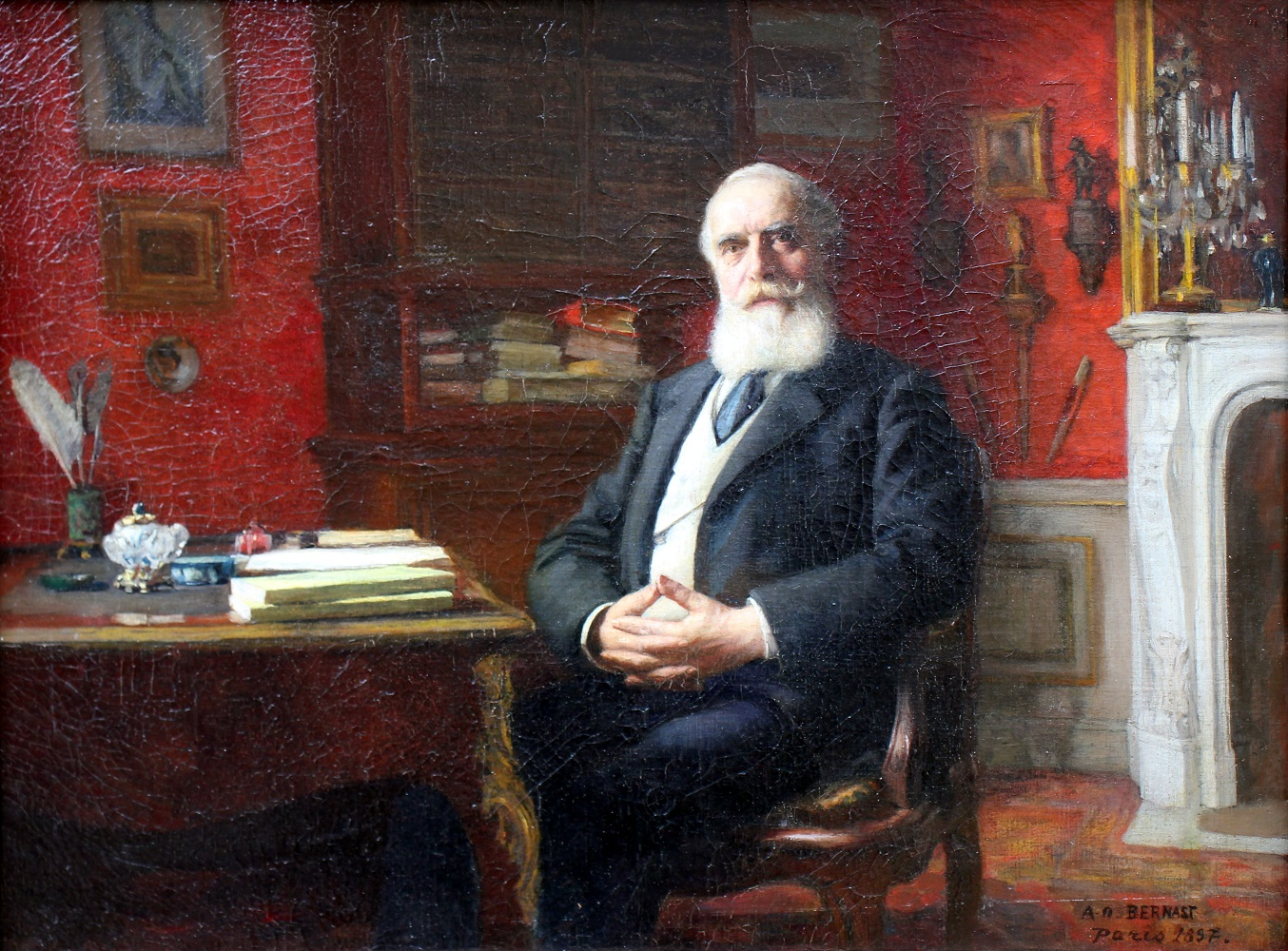
Edmond Rodier dans son cabinet de travail par Anatole Odilon Bernast.

Il est président du conseil d’Administration de la Compagnie et de la caisse La Paternelle, de l’Établissement d’hydrothérapie médicale de Boulogne-sur-Seine et président Honoraire de la Compagnie générale d’électricité.
Il est vice-président de la Compagnie de Fives-Lille, de la Société d’études et d’entreprises.
Il est administrateur des Compagnies des Minerais de fer magnétiques de Mokta-el-Hadid, de la Compagnie des accumulateurs Tudor et de la Banque Russe et Française.

### Mécénat
Edmond Rodier est membre du Cercle de l’Union Artistique.

Il entretient une relation amicale et est mécène du jeune artiste Lucien-Victor Guirand de Scévola. En 1900, Edmond Rodier l’introduit comme membre du Cercle de l’Union Artistique dit Cercle de l’Epatantet le 31 janvier 1906 il est son témoin de mariage.

En 1906 il fait don d’une somme considérable pour l’érection d’une statue en l'honneur du sculpteur Paul Dubois, la statue est érigée à Nogent-sur-Seine, inaugurée en 1911, elle est volée en 1991.

## Distinctions
- Commandeur de l’Ordre de Charles III d'Espagne.
- Commandeur de l’Ordre de la Couronne de Roumanie.